# Vicenta Matalí Bayona
Vicenta Matalí Bayona (Teresa de Cofrents, 4 d'abril de 1894 - València, 18 de febrer de 1983) va ser una mestra, escriptora, política i oradora valenciana del segle xx, vinculada al valencianisme del partit conservador i catòlic.

## Formació
Va obtenir el títol de mestra l'any 1915, i aquell mateix any va entrar com a directora interina a l'Escola Normal d'Albacete, tot i que el 1923 va ser nomenada mestra interina a la província de València.

## Activitat literària
El 18 de desembre de 1928 publicà el poema «Dolor y tempestad» en la pàgina dedicada a la dona del diari Las Provincias sobre violència vicària, on literaturitza l'assassinat d'un xiquet a mans d'un home que comet l'homicidi per a venjar-se de la seua mare.
Després de publicar al 1928 alguns poemes en castellà a Las Provincias, el 1929 escrigué l'obra en un acte El pecat: comedia dramática en vers y prosa, que s'estrenaria al Teatre Talia de Barcelona aquell mateix anyː un sainet moralitzant, construït amb dues trames paral·lelesː el món dels senyors, més dramàtica i seriosa, i, d'altra banda, el dels servents, una trama més lleugera i còmica, i amb final feliç. El març de 1931 publicava la narració Tot per l'art!, que, amb una història basada en una família d'artistes fallers, presenta la transformació i evolució del contingut dels monuments fallers.

## Activitat política
Durant els mesos immediatament anteriors a la instauració de la Segona República Espanyola, les dones compromeses amb el món de la política es mobilitzaren per tal d'aconseguir el suport femení i el vot de les dones. En aquest context és on podem trobar Vicenta Matalí Bayona impartint una conferència el 5 de desembre de 1930 a la seu de la Dreta Regional Valenciana, dins d'un cicle de "Converses". La intervenció de Matalí duia el títol "La cultura femenina i la seua influència en el progrés dels pobles", en què, a més de defensar la cultura valenciana tradicional, reivindicava el paper de propagació d'aquesta cultura que han de jugar les dones en la societat moderna i per això en reclamava la formació.
El seu activisme valencianista s'exposà en altres articles a la premsa, com «Camins de valenciania», i en altres conferències. Vinculada al Círculo Tradicionalista de Valencia i al moviment de las «margaritas», les associació de dones carlines, va fer mítings a Castelló i València, i també a Manises, Borriana, Alzira, Alcoi, Vila-real... en què esperonava les dones a defensar la cultura tradicional catòlica. El 1932 fundà l'escola privada Cisneros, que codirigí. Després de la mort del seu marit i col·laborador, el mestre José Almenar, en els primers embats de la Guerra Civil, es retirà gairebé del tot de l'activitat pública.